# Georges Claude

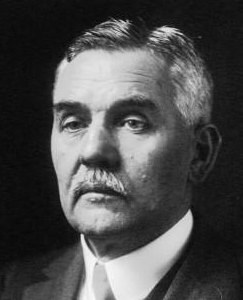
Georges Claude (1926)

Georges Claude (* 24. September 1870 in Paris, 11. Arrondissement; † 23. Mai 1960 in Saint-Cloud) war ein französischer Physiker und Geschäftsmann, der für sein Verfahren zur Luftverflüssigung und als Erfinder der Neonröhre bekannt ist.

## Leben und Werk
Der Vater von Georges Claude, selbst Lehrer und erfolgloser Erfinder, verbot ihm den Besuch einer Schule. Trotz fehlendem Schulabschluss studierte er an der Pariser Hochschule für Physik und Chemie.
Claude begann seine Laufbahn mit Arbeiten zur Lösung des leicht brennbaren Acetylen In Azeton, eine Entdeckung die zur industriellen Verwendung dieses Gases beitrug. Im Jahr 1902 publizierte er ein Verfahren zur Verflüssigung von Luft („Claude-Prozess“). Das Verfahren erlaubte die Gewinnung von flüssigem Stickstoff, Sauerstoff und Argon im industriellen Maßstab und war mit dem schon 1895 von Carl von Linde entwickelten Verfahren wettbewerbsfähig. Basierend auf seinen Patenten gründete Claude 1902 zusammen mit dem Geschäftsmann Paul Delorme die Firma Air Liquide (L'Air Liquide). Die ihm zustehenden 25 % an den Gewinnen von Air Liquide machen ihn zu einem vermögenden Mann, der vor allem in den Zwanziger- und frühen Dreißigerjahren große Summen in seine Forschungen steckte.
Im Rahmen seiner Untersuchung von Edelgasen stellte Claude fest, dass elektrischer Strom sie zum Leuchten bringt. Darauf aufbauend entwickelte er 1910 die Neonröhre, für die er 1911 ein erstes französisches und 1915 ein US-Patent erhielt und die er aggressiv und erfolgreich weltweit vor allem für Reklamezwecke vermarktete. Als seine für den wirtschaftlichen Erfolg wesentlichen Erfindungen in diesem Zusammenhang nannte Claude selbst neben der Gewinnung von Neon im Luftverflüssigungsverfahren das Verfahren zur Reinigung des Edelgases und ein die Abnutzung reduzierendes Design der Elektrode.
Im Jahr 1917 fand er einen Prozess zur Herstellung von Ammoniak ähnlich dem Haber-Bosch-Verfahren.
1922 wurde Claude in die Ehrenlegion aufgenommen und 1924 wurde er Mitglied der Akademie der Wissenschaften.

## Politik
Als glühender und zutiefst antidemokratisch gesinnter Verehrer Hitlers, Mussolinis und Francos zog der über 70-jährige Claude durch Frankreich, um auf eigene Kosten für die Kollaboration mit Nazi-Deutschland zu werben. Seine Verachtung für die Demokratie führte ihn später zur Unterstützung der rechtsgerichteten Action française, der er mehrfach große Geldsummen spendete. 1940 besetzte die deutsche Wehrmacht im Rahmen des Westfeldzuges Frankreich. Während der Zeit der Besatzung nahm Claude wichtige Beraterpositionen für die Regierung von Vichy ein.
Nach der Befreiung von Paris wurde er im August 1944 in Nancy verhaftet. In den Verhören gab er zu, zahlreiche junge Männer für die Légion des volontaires français contre le bolchévisme und andere französische Freiwilligeneinheiten der Wehrmacht geworben zu haben. Er bestritt, die Deutschen bei der Entwicklung der V-1 beraten zu haben. Am 26. Juni 1945 durch den Gerichtshof des Départements Seine zu lebenslanger Haft verurteilt. Die Haftstrafe wurde später in eine 10-jährige Haft abgemildert und am 3. Januar 1950 wurde der 79-jährige aufgrund seines Alters entlassen. Schon 1944 wurde er aus der Ehrenlegion und der Akademie der Wissenschaften ausgeschlossen. Anschließend widmete er sich der Erforschung der Nutzung der Energie der Meere. Seine letzten Lebensjahre verbrachte Claude auf seinem Besitz in La Ferté-Saint-Aubin im Département Loiret.

## Schriften (Auswahl)
- L'Électricité à la portée de tout le monde. Vve C. Dunod, 1901.
  - Schule der Elektrizität: Gemeinverständliche Darstellung der Elektrik und ihrer Anwendungen nach den modernen Anschauungen und Plaudereien über die neuen Strahlungen nach G. Claude, L'Electricité pour tout le monde, für Deutschland bearbeitet von Wa. Ostwald. W. Klinkhardt, Leipzig 1909.
- L'air liquide, sa production, ses propriétés, ses applications. Préface de d'Arsonval. Vve. C. Dunod, 1903.
- Air liquide, oxygén, azote. Préface de d'Arsonval. H. Dunod et E. Pinat, 1909 (google.com).
  - Flüssige Luft Sauerstoff, Stickstoff, Wasserstoff. Adam Ambrosius Barth, Leipzig 1920 (archive.org).
- Sur l'utilisation de l'énergie thermique des mers. Institut Océanographique, 1926.
- Pourquoi je vais à l'Action française, conférence faite par M. Georges Claude le 27 octobre 1933, à la salle Bullier, puis à Nancy, Lyon et Marseille, et redonnée le 21 novembre à Luna-Park, Carcassonne. E. Roudière, 1934.
- Choses d'Italie et d'Espagne, Paris. Ducros et Colas, 1938.
- Un plan de sauvetage économique du pays. Suivi d'un Appel aux ouvriers. A. Fayard, Paris 1938.
- De l'hostilité à la collaboration. Editions de la France, Paris 1941.
- Ma vie et mes inventions. Plon, 1957 (google.com).